# Aysha subruba
Aysha subruba är en spindelart som först beskrevs av Eugen von Keyserling 1891.  Aysha subruba ingår i släktet Aysha och familjen spökspindlar. Inga underarter finns listade.